# Département de Birkelane
Le département de Birkelane (ou Birkilane) est un département du Sénégal, situé dans la région de Kaffrine.
Il a été créé par un décret du 10 juillet 2008.
Son chef-lieu est la ville de Birkelane, qui est aussi la seule commune du département.
Les arrondissements sont :
- Arrondissement de Keur Mboucki, créé en 2008
- Arrondissement de Mabo, créé en 2008

## Population
En 2023, la population du répartement est estimée à 151 205 personnes.